# Iso Somerojärvi
Iso Somerojärvi är en sjö i kommunen Parkano i landskapet Birkaland i Finland. Sjön ligger 149 meter över havet. Arean är 88 hektar och strandlinjen är 7,83 kilometer lång. Sjön  ingår i Kyro älvs huvudavrinningsområde.   Den ligger omkring 93 km nordväst om Tammerfors och omkring 250 km norr om Helsingfors. 